# EDN
EDN és una revista d'informació de la indústria electrònica, antigament de propietat d'AspenCore Media, una empresa d'Arrow Electronics. L'editor en cap és Majeed Ahmad. EDN es va publicar mensualment fins que, l'abril de 2013, EDN va anunciar que l'edició impresa deixaria de publicar-se després del número de juny de 2013.
El primer número de Electrical Design News, el nom original, va ser publicat el maig de 1956 per Rogers Corporation d'Englewood, Colorado. El gener de 1961, Cahners Publishing Company, Inc., de Boston, va adquirir Rogers Publishing Company. El febrer de 1966, Cahners va vendre el 40% de la seva empresa a International Publishing Company a Londres El 1970, el Reed Group es va fusionar amb International Publishing Corporation i va canviar el seu nom a Reed International Limited.
Cahners Publishing Company va adquirir Electronic Equipment Engineering, una revista mensual, el març de 1971 i la va suspendre. En fer-ho, Cahners va incorporar les millors característiques d'EEE a EDN,i va canviar el nom de la revista EDN/EEE. Aleshores, George Harold Rostky (1926–2003) era redactor en cap d' EEE. Rostky es va unir a EDN i finalment es va convertir en redactor en cap abans de marxar per unir-se a Electronic Engineering Times com a redactor en cap.
Roy Forsberg es va convertir més tard en redactor en cap de la revista EDN.
El lloc web, EDN Network, atén les necessitats de l'enginyer elèctric que treballa i cobreix noves tecnologies i productes de components electrònics a nivell d'enginyeria. Es tracten totes les vessants, des de la gestió d'enginyers i projectes d'enginyeria fins a problemes tècnics que s'enfronten al disseny de components electrònics, sistemes i tecnologies de desenvolupament.